# Autobiografia di Malcolm X
L'Autobiografia di Malcolm X fu pubblicata nel 1965 grazie alla collaborazione tra l'attivista dei diritti umani Malcolm X e il giornalista Alex Haley. Haley fu il coautore del volume, basato su una serie di approfondite interviste che questi svolse tra il 1963 e l'assassinio di Malcolm X.
L'Autobiografia è la storia di una conversione spirituale che presenta la filosofia di Malcolm X, basata sull'orgoglio nero, il nazionalismo nero e il panafricanismo. Dopo l'uccisione del leader, Haley scrisse l'epilogo del libro, narrando il loro lavoro di collaborazione e gli eventi che portarono alla morte di Malcolm X.
Mentre Malcolm X e gli studiosi nel periodo successivo alla pubblicazione del libro consideravano Haley un ghostwriter, i critici moderni lo definiscono un collaboratore essenziale. Secondo loro avrebbe infatti volutamente evitato di introdurre il suo punto di vista per permettere a Malcolm X di rivolgersi direttamente ai lettori. Haley ha influenzato alcune delle scelte letterarie di Malcolm X. Per esempio Malcolm X abbandonò la Nation of Islam mentre stava lavorando al libro con Haley. Invece di riscrivere i capitoli precedenti sotto forma di critica nei confronti dell'organizzazione da cui Malcolm X era stato espulso, Haley lo convinse ad adottare uno stile di "suspense e dramma". Secondo Manning Marable, "Haley era particolarmente preoccupato di quello che lui considerava l'antisemitismo di Malcolm X" e riscrisse del materiale per eliminarlo.
Quando l'Autobiografia fu pubblicata, il recensore del New York Times la descrisse come "un libro brillante, pieno di sofferenza, importante". Nel 1967 lo storico John William Ward sostenne che sarebbe diventato un classico delle autobiografie statunitensi. Nel 1998 il Time nominò l'Autobiografia di Malcolm X uno dei dieci libri non di fantasia che meritano una "lettura obbligatoria". James Baldwin e Arnold Perl realizzarono una sceneggiatura basata sul libro; il loro lavoro fu utilizzato per il film del 1992 Malcolm X di Spike Lee.

## Trama
L'Autobiografia di Malcolm X è il racconto della vita di Malcolm X, nato come Malcolm Little (1925–1965), che divenne un attivista dei diritti umani. Partendo dalla gravidanza della madre, il libro descrive l'infanzia di Little nel Michigan, la morte del padre in circostanze non chiare e i crescenti problemi di salute mentale della madre, che la portarono all'internamento in un ospedale psichiatrico. Sono trattati i primi momenti della vita adulta di Little a Boston e New York, così come il suo coinvolgimento nel crimine organizzato. Questi fatti gli costarono l'arresto e la successiva sentenza a otto-dieci anni di reclusione, di cui scontò sei anni e mezzo (1946–1952). Il libro narra il suo ministero con Elijah Muhammad e la Nation of Islam (1952–1963) e la sua crescente influenza come portavoce nazionale dell'organizzazione. Documenta la sua disillusione e il suo abbandono della Nation of Islam nel marzo 1964, la sua conversione all'Islam sunnita, il pellegrinaggio a La Mecca e i viaggi in Africa. Malcolm X fu assassinato nel Audubon Ballroom di New York nel febbraio 1965, prima di finire il libro. Il suo coautore, il giornalista Alex Haley, nell'epilogo dell'Autobiografia racconta gli ultimi giorni della vita di Malcolm X e descrive nel dettaglio il loro accordo lavorativo, includendo le opinioni personali di Haley.

## Genere
L'Autobiografia è il racconto di una conversione religiosa che presenta la filosofia di Malcolm X dell'orgoglio nero, del nazionalismo nero e del panafricanismo. Il critico letterario Arnold Rampersad e il biografo di Malcolm X Michael Eric Dyson concordano sul fatto che l'Autobiografia abbia uno stile simile alle Confessioni di Sant'Agostino. Entrambi i libri narrano le vite edonistiche degli autori, documentano il loro profondo cambiamento filosofico per motivi spirituali e descrivono la successiva disillusione nei confronti dei gruppi religiosi a cui avevano aderito. Haley e lo studioso Albert E. Stone paragonano la storia al mito di Icaro. L'autore Paul John Eakin e lo scrittore Alex Gillespie sostengono che una parte del potere retorico dell'Autobiografia deriva della "visione di un uomo la cui carriera rapidamente dispiegata aveva superato le possibilità dell'autobiografia tradizionale che aveva intenzione di scrivere", distruggendo in questo modo "l'illusione di una personalità completa e unificata".

## Redazione

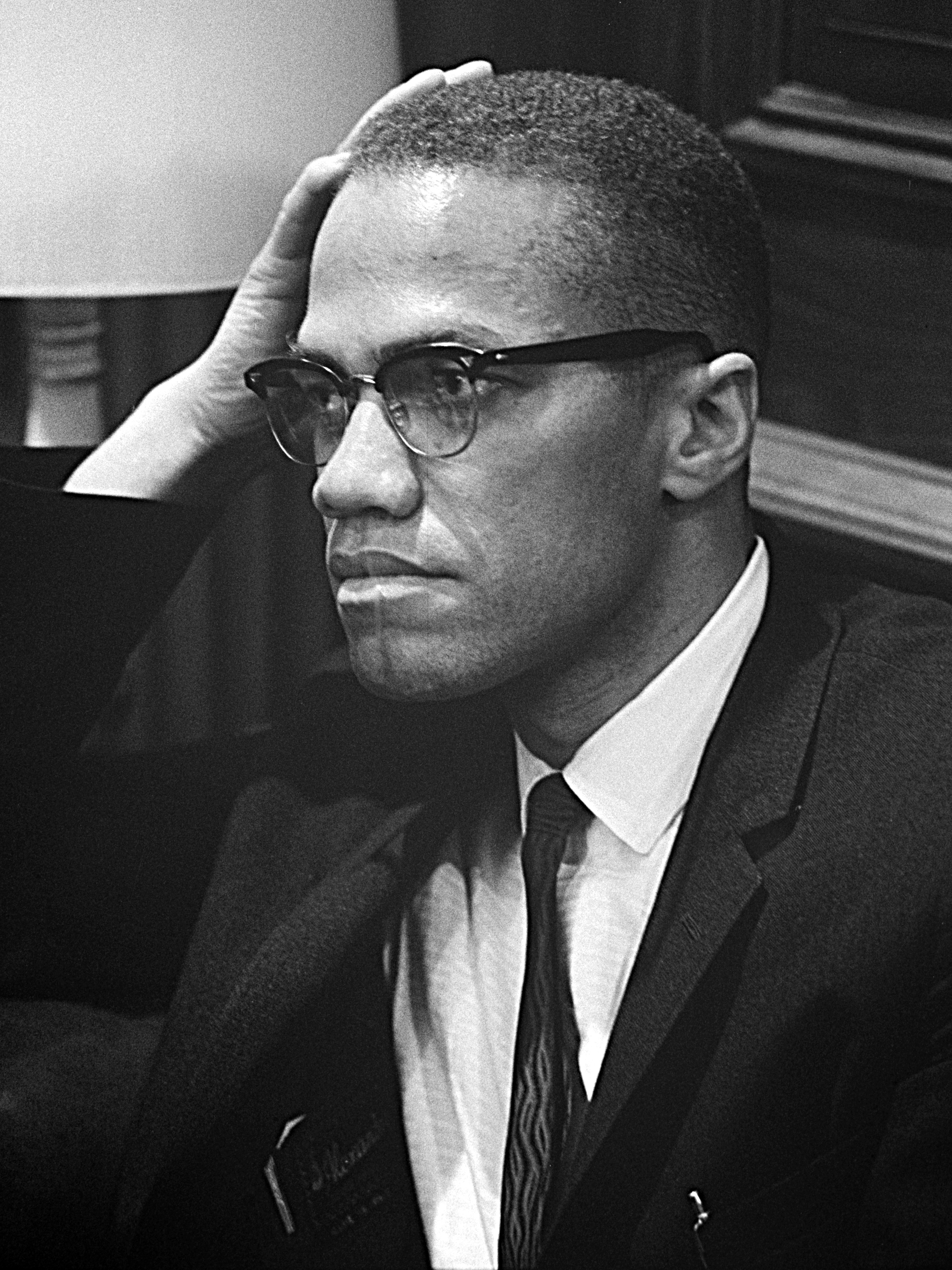
Malcolm X in attesa dell'inizio di una conferenza stampa il 26 marzo 1964

Haley fu il coautore dell'Autobiografia di Malcolm X e svolse anche le funzioni di un ghostwriter e un amanuense biografico, scrivendo, compilando e modificando l'Autobiografia basandosi su più di cinquanta approfondite interviste svolte con Malcolm X tra il 1963 e l'assassinio del soggetto nel 1965. Essi si incontrarono per la prima volta nel 1959, quando Haley scrisse un articolo sulla Nation of Islam per il Reader's Digest, e successivamente quando Haley intervistò Malcolm X per Playboy nel 1962.
Nel 1963 la casa editrice Doubleday chiese a Haley di scrivere un libro sulla vita di Malcolm X. Lo scrittore e critico statunitense Harold Bloom racconta: "Quando Haley presentò l'idea a Malcolm, Malcolm gli rivolse uno sguardo spaventato..." Haley ricorda: "È stata una delle poche volte che l'abbia mai visto incerto." Dopo che Malcolm X ottenne il permesso da Elijah Muhammad, egli e Haley iniziarono a lavorare all'Autobiografia con sessioni di interviste da due-tre ore presso lo studio di Haley a Greenwich Village. Bloom scrive: "Malcolm aveva atteggiamenti critici nei confronti della classe media di Haley, così come delle sue credenze cristiane e dei vent'anni di servizio nell'esercito statunitense."
Quando nel 1963 iniziò a lavorare all'Autobiografia, Haley era frustrato dalla tendenza di Malcolm X a parlare solamente di Elijah Muhammad e della Nation of Islam. Haley gli ricordò che il libro avrebbe dovuto trattare di Malcolm X, non di Muhammad o della Nation of Islam, e questo commento fece infuriare Malcolm X. Haley riuscì tuttavia a concentrare le interviste sulla vita del suo soggetto quando chiese a Malcolm X di sua madre:
( The Time Has Come (1964–1966), su Eyes on the Prize, PBS. URL consultato il 7 marzo 2011 (archiviato dall'url originale il 23 aprile 2010).)
Anche se Haley è apparentemente il ghostwriter dell'Autobiografia, gli studiosi moderni tendono a considerarlo un collaboratore essenziale che si comportò come una figura invisibile nella composizione dell'opera. Minimizzò la sua voce e firmò un contratto per limitare le sue decisioni di autore e per produrre quella che sembra più una copia parola per parola. Comunque il biografo di Malcolm X Manning Marable ritiene che il considerare Haley semplicemente un ghostwriter sia una deliberata invenzione degli studiosi neri che vollero vedere il libro come la singola creazione di un leader dinamico e di un martire. Marable ritiene che un'analisi critica dell'Autobiografia, o della relazione tra Malcolm X e Haley, non permette di sostenere questo punto di vista; la descrive piuttosto come una collaborazione.
I contributi di Haley sono notevoli e diversi studiosi discutono su come dovrebbero essere caratterizzati. Esprimendo il punto di vista condiviso da Eakin, Stone e Dyson, lo scrittore psicobiografico Eugene Victor Wolfenstein sostiene che Haley svolse i compiti di uno pseudo-psicanalista freudiano e di un confessore spirituale. Gillespie suggerisce, d'accordo con Wolfenstein, che l'atto stesso dell'autonarrazione è stato un processo di trasformazione che ha portato a una profonda introspezione e a cambiamenti personali nella vita del soggetto.
Haley fece alcune scelte sui contenuti, guidato da Malcolm X nelle decisioni stilistiche e retoriche, e redasse l'opera. Nell'epilogo dell'Autobiografia, Haley descrive l'accordo che fece con Malcolm X che prevedeva: "In questo libro non ci potrà essere nulla che non abbia detto né si dovrà lasciar fuori niente di ciò che voglio vi appaia" Haley scrisse quindi un'appendice al contratto definendola una "promessa personale". Nell'accordo, Haley ottenne una "importante concessione": "gli chiesi il permesso, che mi accordò, di scrivere alla fine del libro i miei commenti su di lui senza che fosse necessario il suo consenso." Questi commenti diventarono l'epilogo dell'Autobiografia, che Haley scrisse dopo la morte del soggetto.

### Presentazione narrativa
In Malcolm X: The Art of Autobiography, il professore e scrittore John Edgar Wideman esamina nel dettaglio i panorami narrativi presenti nella biografia. Wideman sostiene che come scrittore, Haley stava tentando di soddisfare più parti contemporaneamente: il soggetto, la casa editrice e se stesso. Haley è stato un importante contributore al fascino dell'Autobiografia, scrive Wideman. Wideman riflette circa l'"inevitabile compromesso" della biografia, e sostiene che per permettere ai lettori di inserirsi nell'ampia narrazione socio-psicologica, la voce di nessuno dei due coautori è così forte come avrebbe potuto essere. Wideman presenta alcune delle specifiche insidie che Haley ha incontrato essendo coautore dell'Autobiografia:
(Wideman, Malcolm X)
Nel corpo dell'Autobiografia, scrive Wideman, la presenza di Haley come autore è praticamente assente: "Haley fa così tanto con così poche smancerie... un approccio che sembra così rudimentale in realtà è il risultato di scelte sofisticate, di una silenziosa padronanza del mezzo". Wideman sostiene che Haley scrisse il corpo dell'Autobiografia come voleva Malcolm X e l'epilogo come un'estensione della stessa biografia, avendogli dato il soggetto carta bianca per quel capitolo. La voce di Haley nel corpo del libro è una tecnica, scrive Wideman, per produrre un testo formalmente scritto da Malcolm X ma che in realtà si presenta senza autore. La sussunzione della voce di Haley nella narrazione permette al lettore di sentire la voce di Malcolm X che parla direttamente ed in modo continuo, una tecnica che, secondo Wideman, fu comportata dalle scelte stilistiche di Haley: "Haley concede a Malcolm la tirannica autorità dell'autore, un parlatore disincarnato la cui presenza implicita fonde l'immaginazione del lettore col racconto."
In Two Create One: The Act of Collaboration in Recent Black Autobiography: Ossie Guffy, Nate Shaw, and Malcolm X, Stone sostiene che Haley abbia avuto un "ruolo fondamentale" nel "recuperare l'identità storica" di Malcolm X. Stone ricorda inoltre al lettore che la collaborazione è uno sforzo collettivo e richiede più di quello che la sola prosa di Haley possa fornire, per quanto "convincente e coerente" possa essere:
(Albert Stone, Autobiographical Occasions and Original Acts: Versions of American Identity from Henry Adams to Nate Shaw)
Secondo le idee di Stone, sostenute da Wideman, la fonte del materiale autobiografico e gli sforzi fatti per trasformarlo in una narrazione sono distinti e di uguale valore nella valutazione critica della collaborazione che produsse l'Autobiografia. Mentre le abilità di Haley come scrittore hanno un'influenza significativa sulla forma narrativa, scrive Stone, esse richiedono "un soggetto dotato di una potente memoria ed immaginazione" per produrre una narrazione sfruttabile.

### Collaborazione tra MalcolmX e Haley
La collaborazione tra Malcolm X e Haley è avvenuta su molte dimensioni; la modifica, la revisione e la scrittura dell'Autobiografia è stata una lotta di potere tra due uomini con idee a volte contrastanti riguardo alla forma finale del libro. Haley "fece di tutto per mostrare come Malcolm dominò la loro relazione e provò a controllare la composizione del libro", scrive Rampersad. Rampersad scrive inoltre che Haley era consapevole che la memoria è selettiva e che le autobiografie sono "quasi per definizione opere di fantasia", e che la sua responsabilità di biografo era di selezionare il materiale basandosi sulla sua discrezione editoriale. La forma narrativa creata da Haley e Malcolm X è il risultato del racconto di una vita "distorto e variato" dal "processo di selezione", sostiene Rampersad, tuttavia la forma narrativa può in realtà essere più rivelatrice della narrazione stessa. Nell'epilogo Haley descrive il processo usato per correggere il manoscritto, fornendo esempi specifici di come Malcolm X controllò il linguaggio.
(Haley, descrivendo il lavoro sul manoscritto citando Malcolm X)
Mentre Haley alla fine attribuisce a Malcolm X la particolare scelta delle parole usate nel comporre il manoscritto, Wideman scrive, "la natura di una biografia o autobiografia [...] implica che la promessa di Haley a Malcolm, la sua intenzione di essere un 'cronista distaccato', è questione di ridurre, non rimuovere, la sua presenza di autore." Haley ebbe un ruolo importante nel persuadere Malcolm X a non modificare il libro trasformandolo in una polemica contro Elijah Muhammad e la Nation of Islam nel momento in cui Haley aveva già la maggior parte del materiale necessario per completare il libro, e affermò la sua autorità quando la "costruzione fratturata" dell'Autobiografia, causata dalla spaccatura di Malcolm X con Elijah Muhammad e la Nation of Islam, "modificò il progetto" del manoscritto e creò una crisi narrativa. Nell'epilogo dell'Autobiografia, Haley descrive la questione:
(Alex Haley, Autobiografia di Malcolm X)

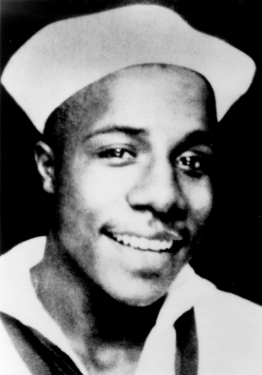
Haley nella guardia costiera statunitense, 1939

I suggerimenti di Haley per evitare di scrivere "telegrammi ai lettori" e per "realizzare suspense e dramma" dimostrano i suoi sforzi per influenzare il contenuto della narrazione e affermare la sua autorità lasciando tuttavia la decisione finale a Malcolm X. Nel testo precedente Haley afferma la sua presenza di autore, ricordando al suo soggetto che come scrittore deve preoccuparsi della direzione narrativa, ma presentando se stesso in modo da non lasciare nessun dubbio sul fatto che l'approvazione finale fosse delegata al soggetto. Usando le parole di Eakin, "Poiché questa complessa visione della sua esistenza non è chiaramente quella delle prime sezioni dell'Autobiografia, Alex Haley e Malcolm X sono stati costretti ad affrontare le conseguenze di questa discontinuità nella prospettiva del racconto, già vecchio di un anno." Malcolm X, dopo aver riflettuto sulla questione, accettò in seguito i suggerimenti di Haley.
Mentre Marable sostiene che Malcolm X è stato il revisionista di se stesso, sottolinea anche che il ruolo collaborativo di Haley nel dare forma all'Autobiografia è stato notevole. Haley ha influenzato la direzione narrativa e il tono rimanendo fedele alla sintassi e dizione del suo soggetto. Marable scrive che Haley compresse "centinaia di frasi in paragrafi" e li organizzò per argomento. L'autore William L. Andrews scrive:
(Andrews e William L., Editing 'Minority' Texts)

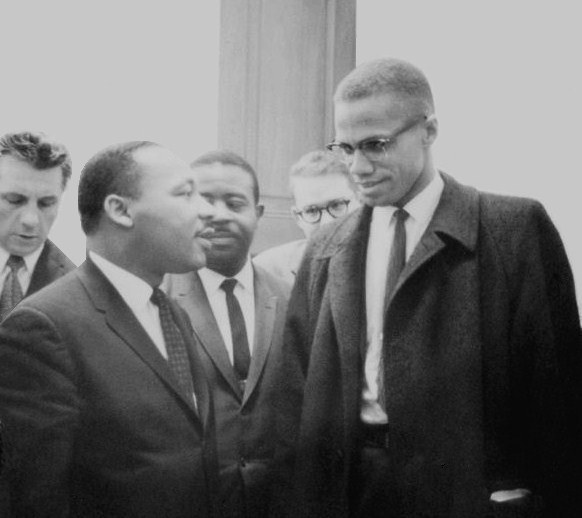
Martin Luther King Jr. e Malcolm X si incontrano prima di una conferenza stampa dopo il dibattito del Senato sul Civil Rights Act del 1964. Questo è stato l'unico momento in cui si siano incontrati ed è durato solo un minuto.

Andrews suggerisce che il ruolo di Haley è aumentato perché il soggetto del libro è diventato meno disponibile a correggere il manoscritto: "Malcolm si è licenziato" per consentire "alle idee di Haley sulla narrazione efficace" di plasmare l'opera.
Marable studiò i "materiali grezzi" presenti nel manoscritto dell'Autobiografia archiviati dal biografo di Haley, Anne Romaine, e descrisse l'elemento critico della collaborazione, la tecnica di scrittura di Haley utilizzata per catturare accuratamente la voce del soggetto, un sistema disgiunto di estrazione dati che includeva appunti, interviste approfondite e lunghe discussioni a "stile libero". Marable scrive, "Malcolm aveva anche l'abitudine di appuntarsi da solo ciò che diceva." Haley avrebbe segretamente "messo in tasca questi appunti" e li avrebbe riassemblati nel tentativo di integrare i "pensieri subconsci" di Malcolm X nella narrazione. Questo è un esempio della capacità di Haley di imporre la sua autorità durante la scrittura dell'Autobiografia, indicazione del fatto che la loro relazione era irta di piccole lotte di potere. Wideman e Rampersad concordano con la descrizione di Marable del processo di scrittura di Haley.
La tempistica della collaborazione permise da Haley di occupare una posizione avvantaggiata nel documentare le varie esperienze di conversione di Malcolm X e la sua sfida fu di unirle, per quanto incongruenti, in una narrazione coerente. Dyson suggerisce che "profondi cambiamenti personali, intellettuali e ideologici [...] lo portarono a ordinare gli eventi della sua vita per sostenere una mitologia di metamorfosi e trasformazioni". Marable analizza i fattori alla base dell'influenza dell'editore e di Haley, sostenendo che mentre Malcolm X potrebbe aver considerato Haley un ghostwriter, in realtà si comportò da coautore, a volte senza la conoscenza diretta o il consenso esplicito di Malcolm X:
(Marable, Black Routes to Islam)
Marable sostiene che il testo risultante è stilisticamente ed ideologicamente diverso da ciò che Malcolm X avrebbe scritto senza l'influenza di Haley, ed è anche diverso da ciò che è stato veramente detto nelle interviste tra Haley e Malcolm X.

### Nascita di un mito
In Making Malcolm: The Myth and Meaning of Malcolm X, Dyson critica gli storici ed i biografi dell'epoca per aver riproposto l'Autobiografia come una narrazione trascendentale di un "mitologico" Malcolm X senza essere sufficientemente critici riguardo alle idee presentate. Inoltre, poiché molti degli studi biografici disponibili su Malcolm X sono stati scritti da autori bianchi, Dyson suggerisce che la loro capacità di interpretare l'"esperienza nera" è sospetta. L'Autobiografia di Malcolm X, sostiene Dyson, riflette sia l'obiettivo di Malcolm X di narrare la sua vita per il pubblico sia le ideologie politiche di Haley. Dyson scrive, "L'Autobiografia di Malcolm X [...] è stata criticata per aver evitato o distorto certi fatti. Certamente, l'autobiografia è sia un testamento all'ingenuità di Haley nel creare il manoscritto sia un documento del tentativo di Malcolm di raccontare la sua storia."

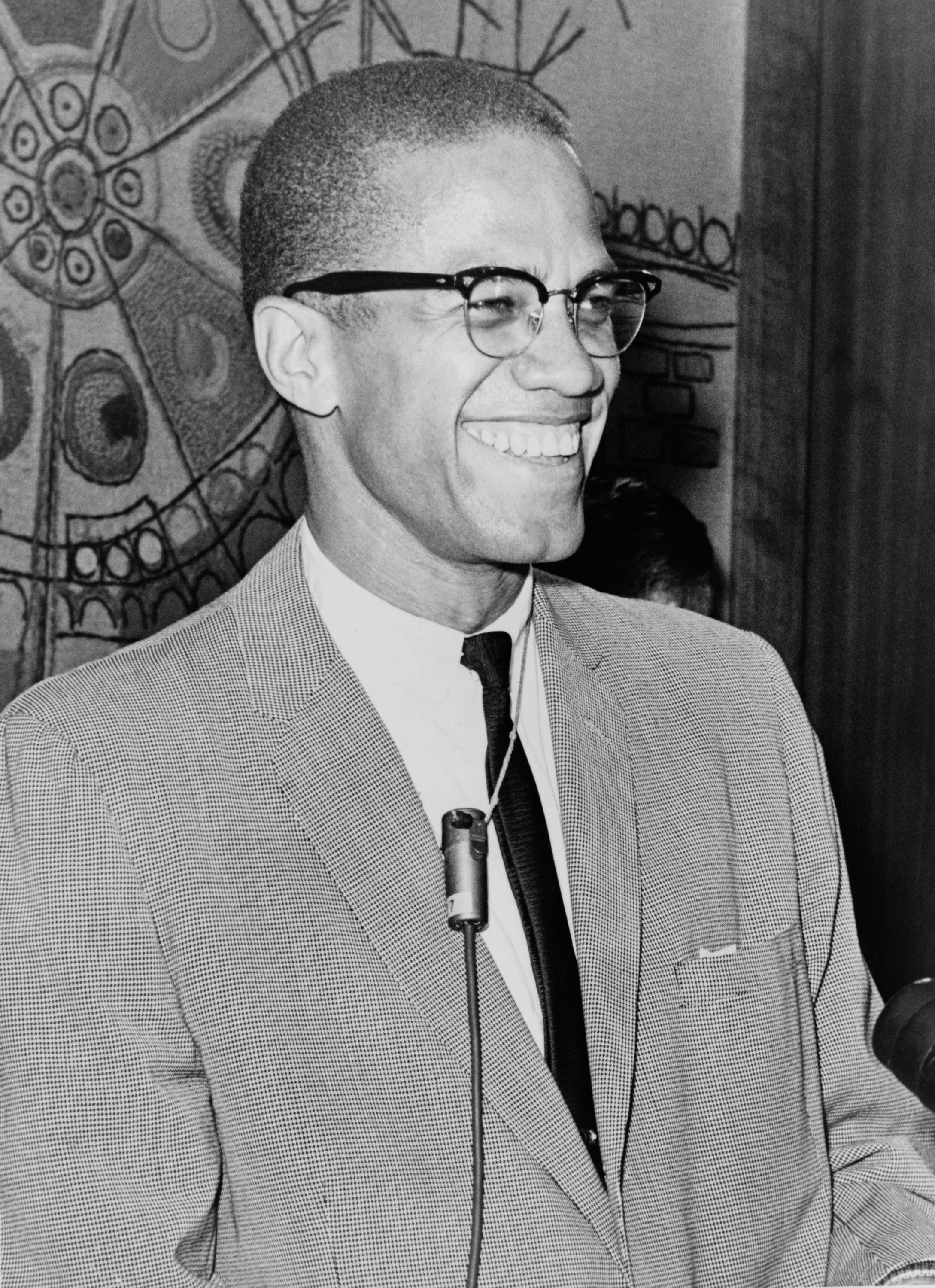
Malcolm X il 12 marzo 1964

Rampersad sostiene che Haley considerava le autobiografie come opere "quasi di fantasia". In The Color of His Eyes: Bruce Perry's Malcolm and Malcolm's Malcolm, Rampersad critica la biografia di Perry, Malcolm: The Life of a Man Who Changed Black America, e in generale sostiene che la scrittura dell'Autobiografia è parte dell'oscurità narrativa del ventesimo secolo e di conseguenza non potrà mai "essere considerata sopra ogni dubbio". Per Rampersad, l'Autobiografia tratta di psicologia ed ideologia e narra una conversione ed il processo di creazione di un mito. "Malcolm vi inserì la sua comprensione della forma instabile ed insidiosa al punto da distorcere particolari aspetti della sua ricerca. Non c'è un Malcolm toccato dal dubbio o dalla finzione. Il Malcolm di Malcolm è lui stesso una creazione; è impossibile conoscere la 'verità' su di lui." Rampersad sostiene che sin dal suo assassinio del 1965, Malcolm X è "diventato i desideri dei suoi ammiratori, coloro che hanno modificato la memoria, i resoconti storici e l'autobiografia secondo i loro desideri, ovvero a seconda dei bisogni da loro percepiti." Inoltre, scrive Rampersad, molti ammiratori di Malcolm X considerano "compiaciuti ed ammirevoli" personaggi come Martin Luther King e W. E. B. Du Bois inadeguati ad esprimere completamente l'umanità nera mentre lotta contro l'oppressione, "mentre Malcolm è visto come l'apoteosi della grandezza dell'individuo nero [...] è l'eroe perfetto: la sua saggezza è insuperabile, il suo coraggio definitivo, il suo sacrificio messianico". Rampersad sostiene che i devoti hanno contribuito a creare il mito di Malcolm X.
Joe Wood scrive:
(Wood e Joe, Malcolm X and the New Blackness)
Per Eakin, una parte significativa dell'Autobiografia include Haley e Malcolm X che creano la finzione di un sé completo. Stone scrive che la descrizione della composizione dell'Autobiografia fatta da Haley rende evidente che la finzione è "particolarmente fuorviante nel caso di Malcolm X"; sia Haley sia l'Autobiografia stessa sono "fuori fase" rispetto alla "vita ed identità" del soggetto. Dyson scrive, "[Louis] Lomax dice che Malcolm è diventato un 'tiepido integrazionista'. [Peter] Goldman sostiene che Malcolm stesse 'improvvisando', che abbracciasse e scartasse diverse ideologie come capitava. [Albert] Cleage e [Oba] T'Shaka ritengono che è sempre rimasto un nazionalista rivoluzionario nero. Infine [James Hal] Cone asserisce che è diventato un internazionalista con una tendenza umanista." Marable scrive che Malcolm X è stato un "internazionalista convinto" ed un "nazionalista nero" alla fine della sua vita, non un "integrazionalista", notando che, "dalle mie ricerche emerge più una continuità che una discontinuità".
Marable, in Rediscovering Malcolm's Life: A Historian's Adventures in Living History, analizza criticamente la collaborazione che ha prodotto l'Autobiografia. Marable sostiene che le memorie autobiografiche sono "intrinsecamente di parte", perché rappresentano il soggetto come avrebbe voluto apparire, evidenziando certi fatti ed omettendone deliberatamente altri. Il genere autobiografico porta all'autocensura, alla modifica dell'ordine degli eventi e alla variazione dei nomi. Secondo Marable, "quasi tutti quelli che hanno scritto su Malcolm X" hanno fallito nell'analizzare criticamente e ricercare obiettivamente il vero soggetto. Marable sostiene che la maggior parte degli storici ha ritenuto l'Autobiografia un testo veritiero, privo di ogni influenza ideologica o abbellimento stilistico da parte di Malcolm X o Haley. Inoltre Marable ritiene che il "revisionista più talentuoso di Malcolm X è stato Malcolm X", che ha attivamente abbellito e reinventato la sua immagine pubblica e verbosità per attirare le simpatie di diversi gruppi di persone in varie situazioni.
(Malcolm X da The Autobiography of Malcolm X)
Haley scrive che durante gli ultimi mesi della vita di Malcolm X "incertezza e confusione" sulle sue idee si stavano diffondendo a Harlem, la base delle sue operazioni. In un'intervista concessa quattro giorni prima della sua morte Malcolm X disse, "Sono abbastanza uomo da dirvi che non posso indicare con un dito quale sia esattamente la mia filosofia adesso, ma sono flessibile." Malcolm X non aveva ancora formulato un'ideologia nera coerente al momento del suo assassinio e, scrive Dyson, stava "vivendo un cambiamento radicale" nelle sue "credenze personali e politiche".

## Eredità ed influenza
Eliot Fremont-Smith, recensendo l'Autobiografia di Malcolm X per il New York Times in 1965, la descrive come "straordinaria" e dice che è "un libro brillante, pieno di sofferenza, importante". Due anni dopo, lo storico John William Ward scrive che il libro "diventerà sicuramente un classico delle autobiografie statunitensi". Bayard Rustin sostiene che il libro ha sofferto una mancanza di analisi critica, fatto che attribuisce alla pretesa di Malcolm X che Haley fosse un "cronista, non un interprete." Newsweek sottolinea inoltre la visione limitata e critica dell'Autobiografia ma la loda per la sua energia e pregnanza. Comunque Truman Nelson sul The Nation loda l'epilogo come rivelatore e descrive Haley come un "capace amanuense". Variety la definisce nel 1992 una "lettura ipnotizzante", e nel 1998, il Time nomina l'Autobiografia di Malcolm X uno dei dieci libri non di fantasia che meritano una "lettura obbligatoria".
L'Autobiografia di Malcolm X ha influenzato generazioni di lettori. Nel 1990 Charles Solomon scrive sul Los Angeles Times: "Diversamente da molte icone degli anni sessanta, l'Autobiografia di Malcolm X, col suo doppio messaggio di rabbia ed amore, rimane un documento ispiratore." Lo storico della cultura Howard Bruce Franklin lo descrive come "uno dei libri più influenti della cultura americana della fine del ventesimo secolo", e il Concise Oxford Companion to African American Literature riconosce che Haley ha creato "quella che senza dubbio è diventata l'autobiografia afroamericana più influente del ventesimo secolo".
bell hooks scrive "Quando ero una giovane studentessa del college nei primi anni settanta, il libro che ho letto e che ha rivoluzionato il mio pensiero riguardo alla razza e alla politica è stato l'Autobiografia di Malcolm X." David Bradley aggiunge:
(David Bradley, Malcolm's Mythmaking)
Max Elbaum concorda, scrivendo che "l'Autobiografia di Malcolm X è stato senza dubbio il libro più ampiamente letto ed influente tra i giovani di tutte le razze che hanno partecipato alla loro prima protesta tra il 1965 ed il 1968."

### Pubblicazione e vendite

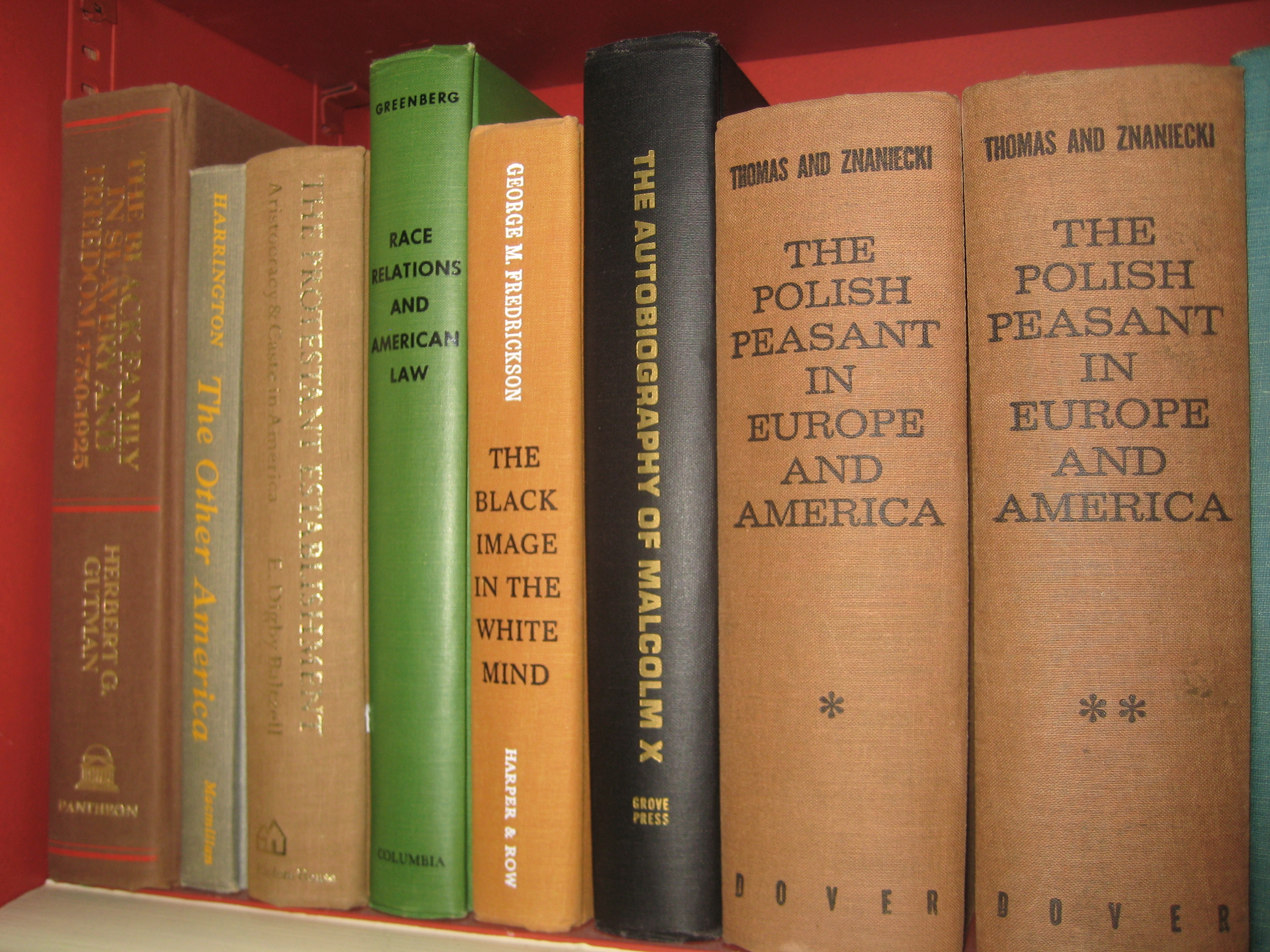
The Autobiography of Malcolm X nella libreria di Bush alla Casa Bianca

Doubleday aveva stipulato un contatto per pubblicare l'Autobiografia di Malcolm X e pagare un anticipo di 30 000 $ a Malcolm X e Haley nel 1963. Nel marzo 1965, settimana dopo l'assassinio di Malcolm X, Nelson Doubleday, Jr., cancellò il contratto per paura della sicurezza dei suoi impiegati. Grove Press pubblicò quindi il libro successivamente lo stesso anno. Da allora l'Autobiografia di Malcolm X ha venduto milioni di copie, Marable descrisse la decisione della Doubleday come la "più disastrosa nella storia delle case editrici".
L'Autobiografia di Malcolm X ha venduto bene sin dalla sua pubblicazione del 1965. Secondo il The New York Times, l'edizione tascabile ha venduto 400 000 copie nel 1967 e 800 000 copie l'anno successivo. L'Autobiografia fu ristampata per la diciottesima volta nel 1970. Il New York Times sostiene che dal 1977 sono state vendute sei milioni di copie. Il libro ebbe un aumento di lettori e tornò nella classifica dei più venduti gli anni 1990, aiutato in parte dalla pubblicità del film di Spike Lee del 1992 Malcolm X. Tra il 1989 e il 1992, le vendite del libro aumentarono del 300%.

### Adattamenti cinematografici
Nel 1968 il produttore cinematografico Marvin Worth assunse lo scrittore James Baldwin per creare una sceneggiatura basata sull'Autobiografia di Malcolm X; Baldwin è stato affiancato dallo sceneggiatore Arnold Perl, che è morto nel 1971 prima che la sceneggiatura fosse finita. Baldwin sviluppò il suo lavoro sulla sceneggiatura nel libro One Day, When I Was Lost: A Scenario Based on Alex Haley's "The Autobiography of Malcolm X", pubblicato nel 1972. Altri autori che tentarono di produrre delle sceneggiature sono stati lo scrittore teatrale David Mamet, il romanziere David Bradley, l'autore Charles Fuller e lo scrittore cinematografico Calder Willingham. Il regista Spike Lee utilizzò il lavoro di Baldwin-Perl per il suo film del 1992 Malcolm X.

### Capitoli mancanti
Nel 1992 il procuratore Gregory Reed comprò i manoscritti originali dell'Autobiografia di Malcolm X per 100 000 $ all'asta dei beni di Haley. I manoscritti includevano tre "capitoli mancanti" che sono stati omessi dal testo originale. In una lettera del 1964 al suo editore, Haley aveva descritto questi capitoli come "il materiale di maggior impatto del libro, alcuni dei quali abbastanza esplosivi". Marable scrive che i capitoli mancanti erano stati "dettati e scritti" durante gli ultimi mesi di Malcolm X nella Nation of Islam. In essi, sostiene Marable, Malcolm X propose la creazione di un'unione delle organizzazioni afroamericane civili e politiche. Marable si domanda se questo progetto possa aver condotto qualcuno all'interno della Nation of Islam e dell'FBI a provare a ridurre Malcolm X al silenzio. Nell'aprile 2010, il New York Post scrisse che i capitoli mancanti sarebbero stati pubblicati con una prefazione della figlia di Malcolm X, Ilyasah Shabazz.

### Edizioni
Il libro è stato pubblicato in più di 45 edizioni ed in molte lingue, tra cui l'arabo, il tedesco, il francese e l'indonesiano. Le edizioni in lingua originale più importanti sono:
- Malcolm X e Alex Haley, The Autobiography of Malcolm X, prima edizione, New York, Grove Press, 1965, OCLC 219493184.
- Malcolm X e Alex Haley, The Autobiography of Malcolm X, prima edizione tascabile, Random House, 1965, ISBN 978-0-394-17122-7.
- Malcolm X e Alex Haley, The Autobiography of Malcolm X, tascabile, Penguin Books, 1973, ISBN 978-0-14-002824-9.
- Malcolm X e Alex Haley, The Autobiography of Malcolm X, tascabile, Ballantine Books, 1977, ISBN 978-0-345-27139-6.
- Malcolm X e Alex Haley, The Autobiography of Malcolm X, audiolibro, Simon & Schuster, 1992, ISBN 978-0-671-79366-1.

In italiano:
- Malcolm X, Alex Haley, Autobiografia di Malcolm X, traduzione di Roberto Giammanco, collana Supersaggi, Rizzoli, 1992,  pp. 513, cap. 19, ISBN 88-17-11609-2.